# Championnat d'Israël de football 2011-2012
Navigation
Saison précédente Saison suivante
La saison 2011-2012 du Championnat d'Israël de football est la 60e édition du championnat de première division en Israël. La Ligat HaAl regroupe les seize meilleurs clubs du pays au sein d'une poule unique, où ils s'affrontent deux fois au cours de la saison, à domicile et à l'extérieur. À l'issue de cette première phase, les huit premiers disputent la poule pour le titre, tandis que les huit derniers prennent part à la poule de relégation, qui voit les trois derniers être relégués en Liga Leumit.
C'est le club du Ironi Kiryat Shmona qui remporte la compétition cette saison, après avoir terminé en tête du classement de la poule pour le titre, avec quatorze points d'avance sur l'Hapoel Tel-Aviv et le même nombre de points sur le Bnei Yehoudah Tel-Aviv et le Maccabi Netanya. C'est la première fois que le club remporte la compétition.

## Nouveau règlement
Plusieurs modifications ont été apportés, comme :
- Le classement du milieu a été supprimé, donc les quatre équipes qui participé sont replacés en fonction de leur classement pendant la saison régulière dans les poules comme ce-ci : les deux premiers participes à la poule pour le titre, les deux autres sont placés dans la poule de relégation.
- Les points obtenues pendant la saison régulière ne seront plus divisés de moitié.
- Les trois dernières équipes issues de la poule de relégation seront relégués et seule une équipe sera promue de Liga Leumit.

## Équipes

### Participants et localisation
| Club                       | Classement 2010-2011 | Entraîneurs         | Stade                  | Capacité théorique | Ville           |
| -------------------------- | -------------------- | ------------------- | ---------------------- | ------------------ | --------------- |
| Betar Jérusalem            | 11                   | Eli Cohen           | Teddy Stadium          | 21 600             | Jérusalem       |
| Bnei Sakhnin               | 13                   | Shlomi Dora         | Doha Stadium           | 8 500              | Sakhnin         |
| Bnei Yehoudah              | 4                    | Yossi Abukasis      | Bloomfield Stadium     | 15 700             | Tel Aviv-Jaffa  |
| FC Ashdod                  | 12                   | Yossi Mizrahi       | Yud-Alef Stadium       | 7 800              | Ashdod          |
| Hapoël Acre                | 8                    | Eli Cohen           | Acre Municipal Stadium | 5 000              | Acre            |
| Hapoël Beer-Sheva          | 9                    | Guy Levy            | Vasermil Stadium       | 13 000             | Beer-Sheva      |
| Hapoël Haïfa               | 10                   | Tal Banin           | Kiryat Eliezer Stadium | 14 002             | Haïfa           |
| Maccabi Petach-Tikva       | 14                   | Danny Levy          | HaMoshava Stadium      | 11 500             | Petah Tikva     |
| Hapoël Rishon LeZion       | 2 (D2)               | Eyal Lahman         | Haberfeld Stadium      | 6 000              | Rishon LeZion   |
| Hapoël Tel-Aviv            | 2                    | Nitzan Shirazi      | Bloomfield Stadium     | 15 700             | Tel Aviv-Jaffa  |
| Ironi Kiryat Shmona        | 5                    | Ran Ben Shimon      | Ironi Stadium          | 5 300              | Kiryat Shmona   |
| Hapoël Nir Ramat Ha-Sharon | 1 (D2)               | Yehoshua Feigenbaum | Grundman Stadium       | 4 300              | Ramat Ha-Sharon |
| Maccabi Haïfa              | 1                    | Reuven Atar         | Kiryat Eliezer Stadium | 14 002             | Haïfa           |
| Maccabi Netanya            | 6                    | Tal Banin           | Sar-Tov Stadium        | 7 500              | Netanya         |
| Maccabi Petach-Tikva       | 7                    | Moshe Sinai         | HaMoshava Stadium      | 11 500             | Petah Tikva     |
| Maccabi Tel-Aviv           | 3                    | Nir Levine          | Bloomfield Stadium     | 15 700             | Tel Aviv-Jaffa  |

## Compétition

### Première phase

#### Classement
| Rang | Équipe                       | Pts | J  | G  | N  | P  | Bp | Bc | Diff |
| ---- | ---------------------------- | --- | -- | -- | -- | -- | -- | -- | ---- |
| 1    | Ironi Kiryat Shmona          | 66  | 30 | 19 | 9  | 2  | 42 | 15 | +27  |
| 2    | Hapoël Tel Aviv -3 pts 1     | 49  | 30 | 14 | 10 | 6  | 53 | 27 | +26  |
| 3    | Bnei Sakhnin -2 pts 2        | 47  | 30 | 14 | 7  | 9  | 49 | 35 | +14  |
| 4    | FC Ashdod                    | 47  | 30 | 12 | 11 | 7  | 39 | 33 | +6   |
| 5    | Maccabi Netanya              | 47  | 30 | 13 | 8  | 9  | 44 | 40 | +4   |
| 6    | Maccabi Haïfa T              | 45  | 30 | 12 | 9  | 9  | 46 | 39 | +7   |
| 7    | Maccabi Tel-Aviv             | 44  | 30 | 13 | 5  | 12 | 41 | 32 | +9   |
| 8    | Bnei Yehoudah                | 43  | 30 | 11 | 10 | 9  | 38 | 27 | +11  |
| 9    | Hapoël Acre                  | 38  | 30 | 10 | 8  | 12 | 41 | 37 | +4   |
| 10   | Hapoël Nir Ramat Ha-Sharon P | 37  | 30 | 9  | 10 | 11 | 29 | 38 | -9   |
| 11   | Betar Jérusalem -2 pts 3     | 34  | 30 | 10 | 6  | 14 | 22 | 39 | -17  |
| 12   | Hapoël Haïfa                 | 32  | 30 | 8  | 8  | 14 | 33 | 38 | -5   |
| 13   | Hapoël Beer-Sheva            | 32  | 30 | 9  | 5  | 16 | 33 | 54 | -21  |
| 14   | Maccabi Petach-Tikva         | 30  | 30 | 7  | 9  | 14 | 31 | 50 | -19  |
| 15   | Hapoël Rishon LeZion P       | 27  | 30 | 6  | 9  | 15 | 34 | 54 | -20  |
| 16   | Hapoël Petah-Tikvah -9 pts 4 | 19  | 30 | 6  | 10 | 14 | 28 | 45 | -17  |

| Play-offs | Play-offs                                    |
| --------- | -------------------------------------------- |
|           | Play-offs pour le titre                      |
|           | Play-offs de relégation                      |
|           | T : Tenant du titre P : Promu de Liga Leumit |

- 1 Le club de l'Hapoël Tel Aviv a reçu une pénalité de 3 points à la suite des émeutes qui se sont déroulées pendant le match contre le Maccabi Tel-Aviv.
- 2 Le club du Bnei Sakhnin a reçu une pénalité de 2 points pour avoir signé des doubles contrats avec des joueurs et des membres de son staff.
- 3 Le club du Betar Jérusalem a reçu une pénalité de 2 points à cause des propos racistes tenus par leurs supporteurs.
- 4 Le club de l'Hapoël Petah-Tikvah a reçu une pénalité de 9 points à cause de problèmes d’administration.

#### Matchs
| Résultats (▼dom., ►ext.)   | BEI | BnY | BnS | FCA | HAC | HBS | HHA | HPT | HRL | HTA | IKS | IRH | MHA | MNE | MPT | MTA |
| Betar Jerusalem            |     | 2-1 | 0-3 | 1-0 | 3-1 | 0-1 | 1-0 | 1-2 | 1-1 | 1-1 | 1-0 | 0-1 | 1-4 | 2-1 | 0-0 | 0-0 |
| Bnei Yehoudah              | 3-0 |     | 1-1 | 1-0 | 4-1 | 5-1 | 1-0 | 5-1 | 1-0 | 1-1 | 0-1 | 1-1 | 0-0 | 1-2 | 2-2 | 0-0 |
| Bnei Sakhnin               | 3-0 | 2-2 |     | 1-2 | 2-1 | 4-3 | 0-1 | 3-0 | 1-0 | 0-1 | 2-3 | 3-0 | 2-0 | 1-1 | 3-0 | 1-3 |
| FC Ashdod                  | 3-0 | 0-0 | 3-3 |     | 1-1 | 2-0 | 3-2 | 1-1 | 2-1 | 2-0 | 0-0 | 2-0 | 1-0 | 2-1 | 1-3 | 2-1 |
| Hapoël Acre                | 1-1 | 2-0 | 2-1 | 2-2 |     | 2-0 | 1-0 | 3-1 | 2-2 | 0-2 | 1-2 | 2-0 | 0-1 | 1-2 | 0-0 | 3-0 |
| Hapoël Beer-Sheva          | 0-1 | 3-1 | 0-2 | 2-1 | 2-1 |     | 2-0 | 1-2 | 2-1 | 1-1 | 0-3 | 1-3 | 1-1 | 1-2 | 0-0 | 1-4 |
| Hapoël Haïfa               | 3-0 | 0-2 | 1-2 | 2-2 | 2-4 | 0-2 |     | 2-2 | 3-2 | 0-0 | 0-1 | 2-0 | 1-1 | 1-1 | 1-1 | 2-0 |
| Hapoël Petah-Tikvah        | 0-1 | 0-1 | 1-2 | 0-1 | 0-0 | 2-0 | 0-1 |     | 0-1 | 2-3 | 1-1 | 1-1 | 3-1 | 3-1 | 1-0 | 1-3 |
| Hapoël Rishon LeZion       | 2-0 | 0-1 | 4-2 | 2-1 | 0-3 | 0-1 | 1-1 | 0-0 |     | 1-2 | 1-1 | 1-1 | 4-2 | 0-0 | 2-2 | 0-2 |
| Hapoël Tel Aviv            | 1-0 | 1-1 | 0-0 | 0-0 | 2-1 | 2-0 | 0-0 | 5-0 | 6-0 |     | 2-2 | 0-0 | 3-0 | 7-3 | 4-1 | 0-1 |
| Hapoël Ironi Kiryat Shmona | 1-0 | 1-0 | 0-0 | 0-0 | 2-0 | 1-1 | 1-0 | 2-0 | 2-0 | 1-0 |     | 4-0 | 1-0 | 1-3 | 1-1 | 2-1 |
| Hapoël Nir Ramat Ha-Sharon | 2-0 | 2-1 | 0-1 | 1-1 | 1-1 | 3-3 | 2-0 | 0-0 | 1-2 | 1-1 | 0-1 |     | 0-0 | 0-1 | 0-1 | 3-1 |
| Maccabi Haïfa              | 1-0 | 1-1 | 0-0 | 1-1 | 1-0 | 3-1 | 1-3 | 2-2 | 3-1 | 1-4 | 0-3 | 5-0 |     | 2-1 | 4-1 | 2-1 |
| Maccabi Netanya            | 1-1 | 1-0 | 3-1 | 1-0 | 1-1 | 2-1 | 1-1 | 1-1 | 6-2 | 2-1 | 0-1 | 0-2 | 1-4 |     | 0-1 | 3-0 |
| Maccabi Petah-Tikvah       | 2-3 | 1-0 | 1-3 | 2-3 | 0-4 | 1-2 | 2-1 | 1-1 | 2-2 | 1-0 | 0-2 | 2-3 | 1-4 | 0-1 |     | 2-1 |
| Maccabi Tel Aviv           | 0-1 | 0-1 | 2-0 | 4-0 | 2-0 | 4-0 | 2-0 | 1-0 | 3-1 | 1-3 | 1-1 | 0-1 | 1-1 | 1-1 | 1-0 |     |

### Play-offs
Les clubs conservent la totalité des points acquis lors de la première phase.

#### Poule pour le titre
| Rang | Équipe              | Pts | J  | G  | N  | P  | Bp | Bc | Diff |  | Résultats (▼ dom., ► ext.) | IKS | HTA | BnY | MNE | MHA | MTA | FCA | BnS |
| ---- | ------------------- | --- | -- | -- | -- | -- | -- | -- | ---- |  | -------------------------- | --- | --- | --- | --- | --- | --- | --- | --- |
| 1    | Ironi Kiryat Shmona | 73  | 37 | 21 | 10 | 6  | 48 | 26 | +22  |  | Ironi Kiryat Shmona        |     | 0-0 | 0-1 |     | 0-1 |     | 1-0 |     |
| 2    | Hapoel Tel Aviv C   | 591 | 37 | 16 | 14 | 7  | 63 | 35 | +28  |  | Hapoel Tel Aviv C          |     |     | 3-3 | 1-3 |     | 0-0 |     | 3-1 |
| 3    | Bnei Yehoudah       | 59  | 37 | 16 | 11 | 10 | 53 | 36 | +17  |  | Bnei Yehoudah              |     |     |     | 1-0 | 2-1 | 4-3 |     |     |
| 4    | Maccabi Netanya     | 59  | 37 | 17 | 8  | 12 | 54 | 48 | +6   |  | Maccabi Netanya            | 1-3 |     |     |     | 1-0 |     |     | 3-2 |
| 5    | Maccabi HaïfaT      | 58  | 37 | 16 | 10 | 11 | 56 | 44 | +12  |  | Maccabi HaïfaT             |     | 1-1 |     |     |     | 2-1 | 3-0 |     |
| 6    | Maccabi Tel Aviv    | 55  | 37 | 16 | 7  | 14 | 55 | 43 | +12  |  | Maccabi Tel Aviv           | 3-2 |     |     | 1-0 |     |     |     | 5-2 |
| 7    | FC Ashdod           | 54  | 37 | 14 | 12 | 11 | 44 | 44 | 0    |  | FC Ashdod                  |     | 0-2 | 2-1 | 0-2 |     | 1-1 |     |     |
| 8    | Bnei Sakhnin        | 502 | 37 | 15 | 7  | 15 | 60 | 53 | +7   |  | Bnei Sakhnin               | 5-0 |     | 0-3 |     | 0-2 |     | 1-2 |     |

Légende :
T : Tenant du titre, C : Vainqueur de la Coupe d'Israël 2011-2012
Qualifications européennes :
Ligue des champions 2012-2013
- 1er : deuxième tour de qualification

Ligue Europa 2012-2013
- C  : troisième tour de qualification
- 3e : deuxième tour de qualification
- 4e : deuxième tour de qualification

Sanctions :
- 1 Le club de l'Hapoël Tel Aviv a reçu une pénalité de 3 points à la suite des émeutes qui se sont déroulées pendant le match contre le Maccabi Tel-Aviv.
- 2 Le club du Bnei Sakhnin a reçu une pénalité de 2 points pour avoir signé des doubles contrats avec des joueurs et des membres de son staff.

#### Poule de relégation
| Rang | Équipe                       | Pts | J  | G  | N  | P  | Bp | Bc | Diff |  | Résultats (▼ dom., ► ext.)   | BEI | HAC | IRH | HHA | HBS | MPT | HRL | HPT |
| ---- | ---------------------------- | --- | -- | -- | -- | -- | -- | -- | ---- |  | ---------------------------- | --- | --- | --- | --- | --- | --- | --- | --- |
| 9    | Betar Jerusalem              | 501 | 37 | 15 | 7  | 15 | 32 | 44 | -12  |  | Betar Jerusalem              |     | 1-0 |     | 0-0 | 3-1 |     |     | 2-0 |
| 10   | Hapoël Acre                  | 48  | 37 | 13 | 9  | 15 | 51 | 46 | +5   |  | Hapoël Acre                  |     |     | 2-0 | 0-0 |     | 1-2 |     | 2-3 |
| 11   | Hapoël Nir Ramat Ha-Sharon P | 46  | 37 | 11 | 13 | 13 | 37 | 45 | -8   |  | Hapoël Nir Ramat Ha-Sharon P | 0-1 |     |     |     | 0-0 |     | 5-2 | 2-1 |
| 12   | Hapoël Haïfa                 | 44  | 37 | 11 | 11 | 15 | 41 | 43 | -2   |  | Hapoël Haïfa                 |     |     | 1-1 |     | 2-1 |     | 2-0 | 2-1 |
| 13   | Hapoël Beer-Sheva            | 43  | 37 | 12 | 7  | 18 | 39 | 61 | -22  |  | Hapoël Beer-Sheva            | 3-1 | 1-3 |     |     |     | 1-0 |     |     |
| 14   | Maccabi Petach-Tikva         | 402 | 37 | 11 | 10 | 16 | 39 | 57 | -18  |  | Maccabi Petach-Tikva         |     |     | 0-0 | 2-1 |     |     | 2-1 |     |
| 15   | Hapoël Rishon LeZion P       | 27  | 37 | 6  | 9  | 22 | 39 | 70 | -31  |  | Hapoël Rishon LeZion P       | 1-2 | 1-2 |     |     | 0-1 |     |     |     |
| 16   | Hapoël Petah-Tikvah          | 263 | 37 | 8  | 11 | 18 | 36 | 55 | -19  |  | Hapoël Petah-Tikvah          |     |     |     |     | 1-1 | 0-1 | 2-0 |     |

Légende :
P : Promus de Liga Leumit
Relégation :
relégation en Liga Leumit
Sanctions :
- 1 Le club du Betar Jérusalem a reçu une pénalité de 2 points à cause des propos racistes tenus par leurs supporteurs.
- 2 Le club du Maccabi Petach-Tikva a reçu une pénalité de 3 après que son staff se soit battu avec le joueur de l'Hapoël Haïfa : Ali El-Khatib.
- 3 Le club de l'Hapoël Petah-Tikvah a reçu une pénalité de 9 points à cause de problèmes d’administration.

## Bilan de la saison
| Championnat d'Israël de football 2011-2012                        |                                 |
| Champion                                                          | Ironi Kiryat Shmona (1er titre) |
| Coupes et trophées                                                |                                 |
| Vainqueur de la Coupe d'Israël 2011-2012                          | Hapoel Tel Aviv                 |
| Qualifications continentales                                      |                                 |
| Ligue des champions 2012-2013                                     | Ironi Kiryat Shmona             |
| Ligue Europa 2011-2012                                            | Hapoel Tel-Aviv                 |
| Ligue Europa 2011-2012                                            | Bnei Yehoudah                   |
| Ligue Europa 2011-2012                                            | Maccabi Netanya                 |
| Promotions et relégations                                         |                                 |
| Promus en Championnat d'Israël de football                        | Hapoël Ramat Gan                |
| Relégués en Championnat d'Israël de football de deuxième division | Maccabi Petach-Tikva            |
| Relégués en Championnat d'Israël de football de deuxième division | Hapoël Rishon LeZion            |
| Relégués en Championnat d'Israël de football de deuxième division | Hapoël Petah-Tikvah             |